# Domaszewicze (stacja kolejowa)
Domaszewicze (biał. Дамашэвічы, ros. Домаше́вичи) – stacja kolejowa w miejscowości Domaszewicze, w rejonie baranowickim, w obwodzie brzeskim, na Białorusi. Leży na linii Równe – Baranowicze – Wilno.
Stacja istniała przed II wojną światową.